# 徳島自衛隊内差別事件
徳島自衛隊内差別事件（とくしまじえいたいないさべつじけん）は、2003年3月に､徳島県で発生した部落差別事件｡

## 概要
2003年3月20日、徳島教育航空群に所属する同僚同士である海上自衛隊自衛官AとBが共にカラオケスナックに行った際、Aが被差別部落出身のBに対し、「『四つのお願い』を歌うのは部落民」などと発言し、ちあきなおみの『四つのお願い』を歌うよう強要した（「四つという言葉は部落民に対する蔑称の一つ）。
この日以降二人は対立するようになり、AはBに対して「お金がないから服が汚い」「部落の子どもは親がお金をやらないからスーパーで万引きする」などの部落差別発言を繰り返した。BはAに対し、謝罪と発言撤回を求めたが、逆にAの差別言動はエスカレートした。Aが部落差別思想を持つようになったのは、強い部落差別意識を持っていた妻（この妻も徳島教育航空群に所属する海上自衛官）の影響が強かったといわれる。この妻は、BのAに対する謝罪要求を「恐喝」だとして、自衛隊の上司に訴え出た（後に海上自衛隊警務隊は恐喝行為はなかったと認定した）。
Bは、Aの差別発言とAの妻の虚偽申告に対し損害賠償を求め､2004年8月26日に徳島地方裁判所に訴えた。2005年10月25日、徳島地裁はBの訴えを認め、Aに対して35万円の支払いを命じた。

## 主要な部落差別事件一覧
- 狭山事件
- 福岡連隊差別事件
- 高松差別裁判
- 相馬が原事件
- 富士自衛隊差別事件
- 信太山自衛隊差別事件